# Franz Klammer
Franz Klammer (Mooswald, 3 dicembre 1953) è un ex sciatore alpino austriaco.
Soprannominato "Kaiser Franz", fu l'atleta più vittorioso nelle gare di discesa libera della seconda metà degli anni 1970 ed è considerato il più forte discesista di tutti i tempi. Per due volte portabandiera dell'Austria ai Giochi olimpici invernali (Innsbruck 1976 e Sarajevo 1984), nel suo palmarès figurano tra l'altro il titolo olimpico nella discesa libera a Innsbruck 1976, quello iridato nella combinata a Sankt Moritz 1974 e cinque Coppe del Mondo di discesa libera.

## Biografia

### Carriera sciistica
Klammer nacque a Mooswald, comune in seguito aggregato a Fresach in Austria, in una famiglia di agricoltori; datagli l'opportunità di intraprendere lo sci, vi si appassionò ben presto.

#### Stagioni 1973-1975
In Coppa del Mondo il suo primo piazzamento di rilievo fu il 5º posto ottenuto nella discesa libera della Saslong, in Val Gardena, il 15 dicembre 1972; nella stessa stagione ottenne il suo primo podio nel circuito, sempre in discesa libera, a Sankt Anton am Arlberg il 3 febbraio (2º) e a fine stagione  ottenne il suo unico podio in carriera in slalom gigante, il 2 marzo a Mont-Sainte-Anne.
Nel 1973-1974 conquistò la sua prima vittoria in Coppa del Mondo, nella discesa libera di Schladming del 22 dicembre, e partecipò ai Mondiali di Sankt Moritz, dove vinse la medaglia d'oro nella combinata, quella d'argento nella discesa libera e si classificò 10º nello slalom gigante e 20º nello slalom speciale; a fine stagione risultò 2º nella classifica della Coppa del Mondo di discesa libera, battuto dallo svizzero Roland Collombin di 20 punti.
Nella stagione 1974-1975 Klammer realizzò una serie di vittorie in diverse classiche discese libere di Coppa del Mondo: il 5 gennaio sulla Kandahar di Garmisch-Partenkirchen, l'11 gennaio sulla Lauberhorn di Wengen, il 18 gennaio sulla Streif di Kitzbühel e il 21 marzo sulla Saslong della Val Gardena. Questi successi, assieme ad altri piazzamenti di rilievo (quell'anno i suoi podi furono nove, con otto vittorie), gli consentirono di vincere la sua prima Coppa del Mondo di discesa libera, superando in classifica il connazionale Werner Grissmann di 44 punti, e di piazzarsi 3º in quella generale.

#### Stagioni 1976-1978

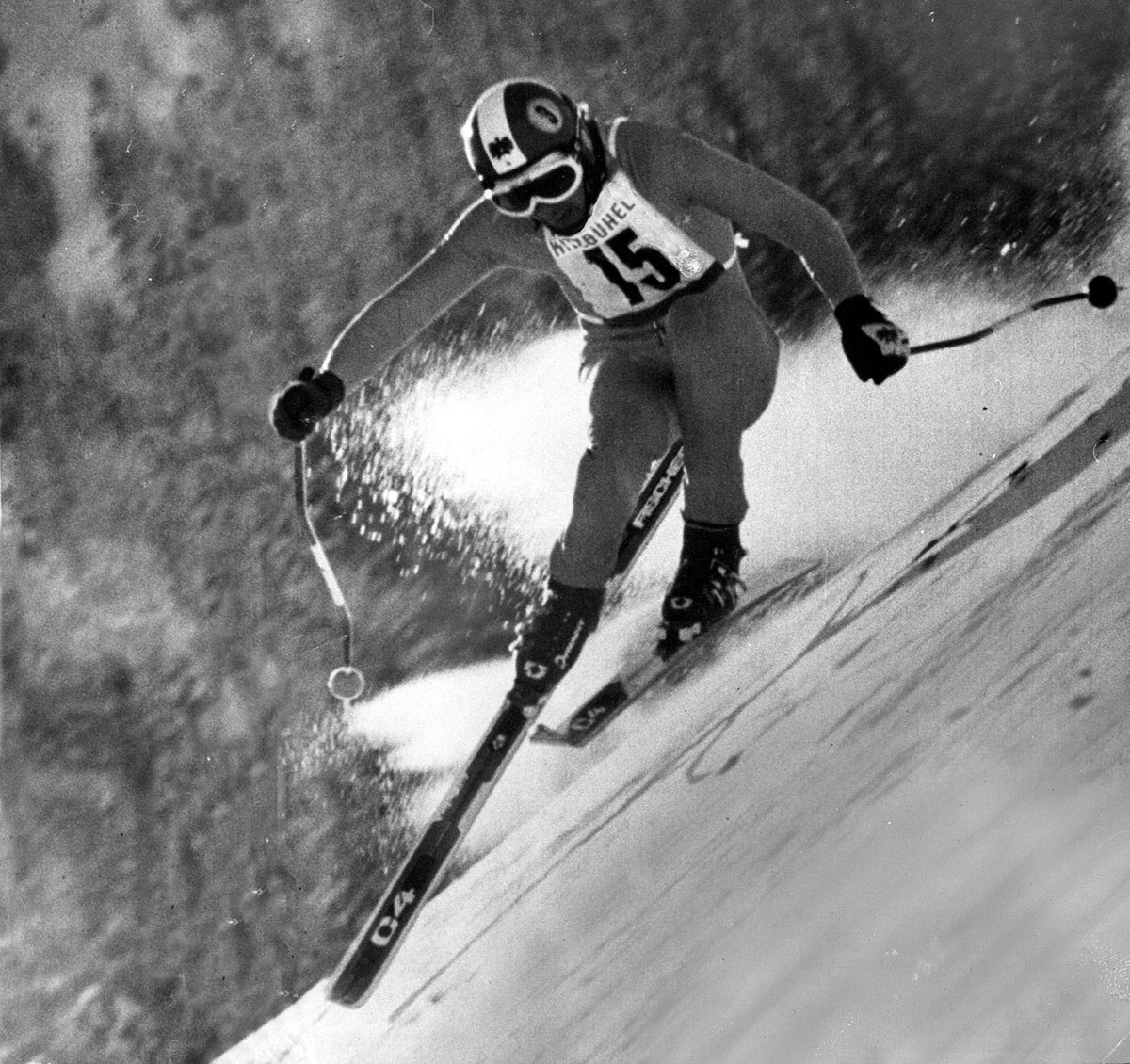
Franz Klammer in gara sulla Streif di Kitzbühel nel 1976

Anche nel 1975-1976 lo sciatore carinziano ottenne prestigiosi successi in Coppa del Mondo, tra i quali la discesa libera della 3-Tre di Madonna di Campiglio il 12 dicembre, la discesa libera e la combinata di Wengen del 10 e 11 gennaio e, per la seconda volta in carriera, la discesa libera della Streif di Kitzbühel il 25 gennaio; a fine stagione si aggiudicò la sua seconda coppa di cristallo di discesa libera, con 47 punti di vantaggio sull'italiano Herbert Plank. Ai XII Giochi olimpici invernali di Innsbruck 1976, dopo esser stato portabandiera dell'Austria durante la cerimonia di apertura, Klammer vinse la medaglia d'oro nella discesa libera, valida anche ai fini dei Mondiali 1976, con un vantaggio di 33 centesimi sul campione uscente, lo svizzero Bernhard Russi, suo grande rivale. In quella sua prima presenza olimpica Klammer prese parte anche alla gara di slalom gigante, senza concluderla.
Nel 1976-1977 in Coppa del Mondo ottenne sette podi con sei vittorie, tra le quali le discese libere di Garmisch-Partenkirchen (8 gennaio), Kitzbühel (15 gennaio) e Wengen (22 gennaio), e vinse la sua terza Coppa di specialità con 24 punti in più del compagno di squadra Josef Walcher; si piazzò inoltre al 3º posto nella classifica generale. Anche nel 1977-1978, dopo aver partecipato ai Mondiali di Garmisch-Partenkirchen piazzandosi 5º nella discesa libera, vinse - per la quarta volta consecutiva (impresa eguagliata solo 43 anni dopo da Beat Feuz) - la coppa di cristallo di specialità, con quattro podi stagionali complessivi (due le vittorie) e 22 punti di vantaggio su Walcher.

#### Stagioni 1979-1985
Negli anni successivi la carriera di Klammer subì un netto calo di rendimento, dovuto anche a gravi problemi familiari; non partecipò ai XIII Giochi olimpici invernali di Lake Placid 1980 e ai Mondiali di Schladming 1982 si classificò 7º nella discesa libera. Tornò alla vittoria in Coppa del Mondo il 20 dicembre 1982 in Val Gardena e chiuse la stagione 1982-1983 aggiudicandosi la sua quinta (record tuttora imbattuto) e ultima Coppa del Mondo di discesa libera, con 3 punti di vantaggio sullo svizzero Conradin Cathomen.

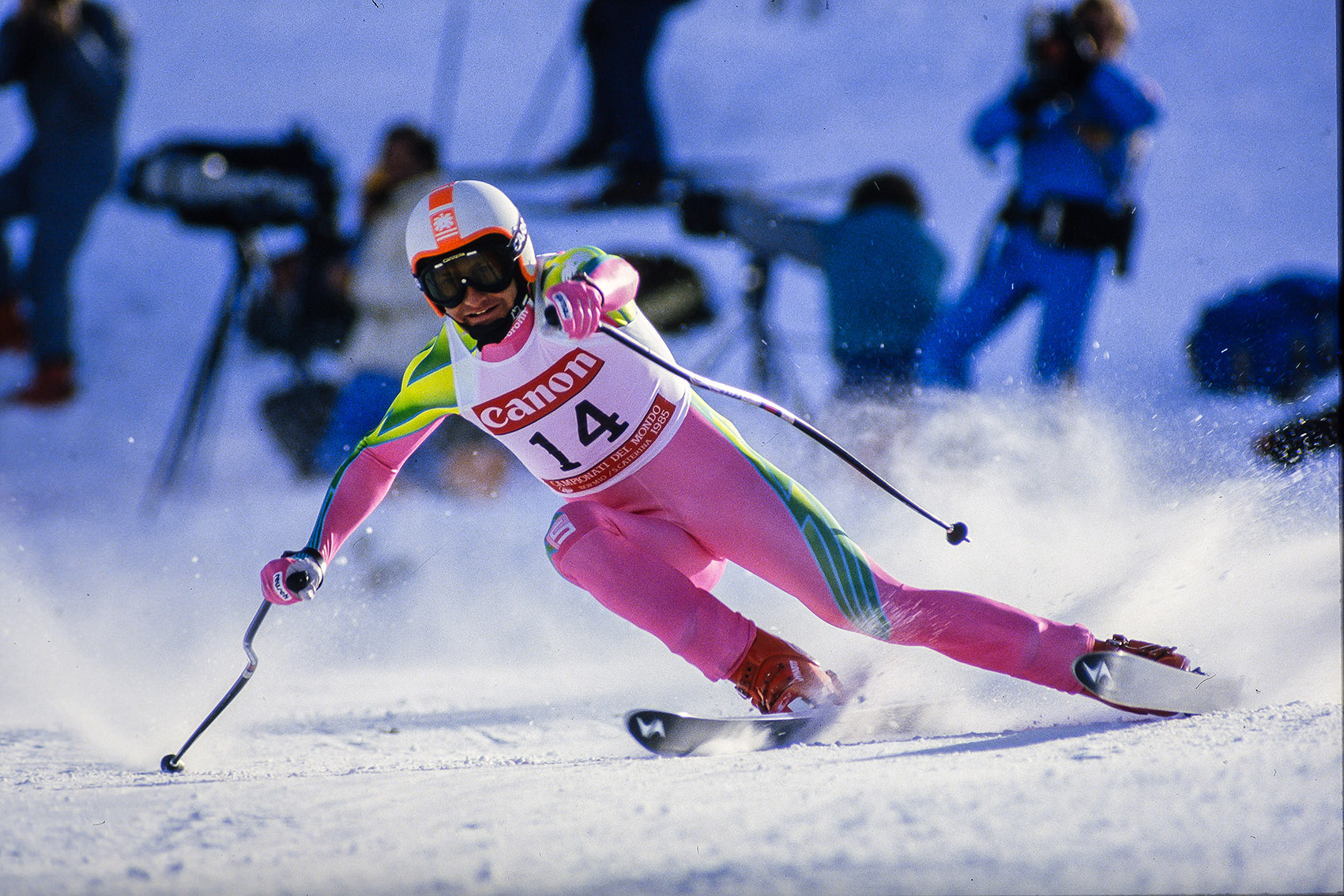
Franz Klammer in gara sulla Stelvio di Bormio durante i Mondiali 1985

Il 21 gennaio 1984 vinse nuovamente la discesa libera di Kitzbühel, divenendo così il secondo atleta a raggiungere il traguardo delle quattro vittorie sulla Streif dopo Karl Schranz; quel successo fu l'ultimo conquistato da Klammer in Coppa del Mondo mentre l'ultimo podio, sempre in discesa libera, fu quello che ottenne il 28 gennaio seguente a Garmisch-Partenkirchen (3º). Ai Olimpiadi di Sarajevo 1984, suo congedo olimpico, fu per la seconda volta portabandiera dell'Austria durante la cerimonia di apertura e chiuse la gara di discesa libera al 10º posto. Al congedo iridato, Bormio 1985, si piazzò 5º nella discesa libera; il suo ultimo piazzamento in carriera fu il 10º posto ottenuto nella discesa libera di Coppa del Mondo disputata a Bad Kleinkirchheim il 14 febbraio dello stesso anno.

### Bilancio della carriera
Anche se la vittoria nella classifica generale di Coppa del Mondo restò quasi sempre fuori dalla sua portata (soprattutto per il concentrarsi di Klammer sulla discesa libera), vinse la Coppa del Mondo di discesa libera cinque volte. Ha ottenuto 9 piazzamenti fra i primi dieci in slalom gigante (fra cui un terzo posto), mentre non ha mai totalizzato punti in slalom speciale. Ha invece chiuso 6 volte gare di combinata fra i primi dieci, con un successo e due terzi posti. Non prese mai parte a supergiganti, introdotti nel 1982.
I successi nella coppa di discesa giunsero nel 1975, nel 1976, nel 1977, nel 1978 e nel 1983. La stagione 1974-1975 fu eccezionale, in quanto vinse otto delle nove discese libera in programma. Non ottenne punti solo nella gara di Megève, in seguito a una caduta; se avesse concluso la prova almeno al 4º posto, avrebbe conquistato, grazie anche ai punti ottenuti in slalom gigante e in combinata, la Coppa del Mondo assoluta, andata invece all'italiano Gustav Thöni con 10 punti di vantaggio sullo stesso Klammer, piazzatosi al terzo posto al classifica generale e 5 sullo svedese Ingemar Stenmark secondo.
Si ritirò nel 1985, dopo aver vinto venticinque gare di discesa libera in Coppa del Mondo.

### Altre attività

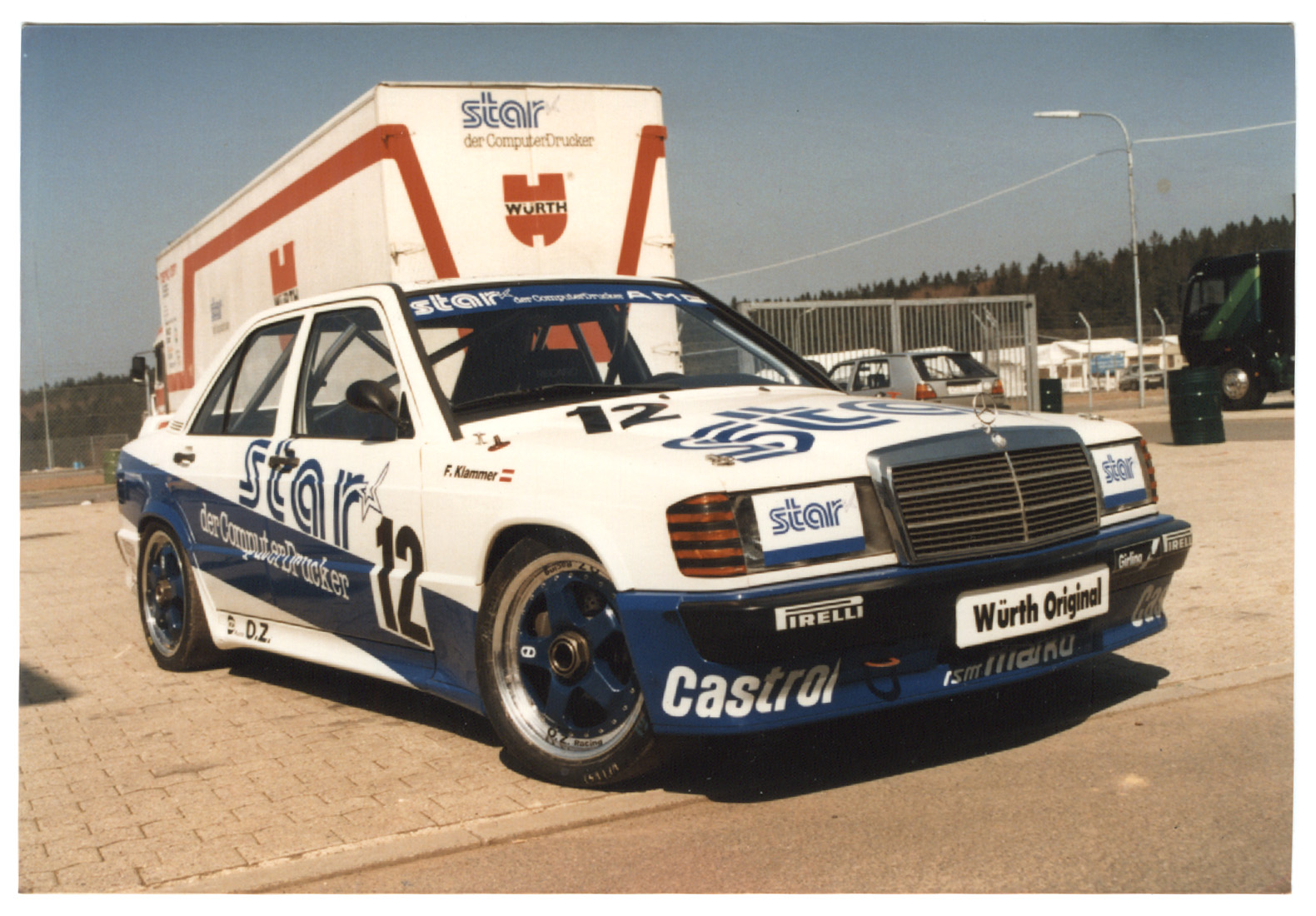
La Mercedes-Benz 190 E con la quale Klammer gareggiò al Nürburgring nel 1987

Dopo il ritiro Klammer si dedicò per alcuni anni all'automobilismo e in seguito al golf.

## Palmarès

### Olimpiadi
- 1 medaglia, valida anche ai fini dei Mondiali:
  - 1 oro (discesa libera a Innsbruck 1976)

### Mondiali
- 2 medaglie, oltre a quella vinta in sede olimpica e valida anche ai fini iridati:
  - 1 oro (combinata a Sankt Moritz 1974)
  - 1 argento (discesa libera a Sankt Moritz 1974)

### Coppa del Mondo
- Miglior piazzamento in classifica generale: 3º nel 1975 e nel 1977
- Vincitore della Coppa del Mondo di discesa libera nel 1975, nel 1976, nel 1977, nel 1978 e nel 1983
- 45 podi:
  - 26 vittorie
  - 10 secondi posti
  - 9 terzi posti

#### Coppa del Mondo - vittorie
| Data             | Località               | Paese          | Specialità |
| ---------------- | ---------------------- | -------------- | ---------- |
| 22 dicembre 1973 | Schladming             | Austria        | DH         |
| 8 dicembre 1974  | Val-d'Isère            | Francia        | DH         |
| 15 dicembre 1974 | Sankt Moritz           | Svizzera       | DH         |
| 5 gennaio 1975   | Garmisch-Partenkirchen | Germania Ovest | DH         |
| 11 gennaio 1975  | Wengen                 | Svizzera       | DH         |
| 18 gennaio 1975  | Kitzbühel              | Austria        | DH         |
| 26 gennaio 1975  | Innsbruck              | Austria        | DH         |
| 9 marzo 1975     | Jackson Hole           | Stati Uniti    | DH         |
| 21 marzo 1975    | Val Gardena            | Italia         | DH         |
| 12 dicembre 1975 | Madonna di Campiglio   | Italia         | DH         |
| 10 gennaio 1976  | Wengen                 | Svizzera       | DH         |
| 11 gennaio 1976  | Wengen                 | Svizzera       | KB         |
| 17 gennaio 1976  | Morzine                | Francia        | DH         |
| 25 gennaio 1976  | Kitzbühel              | Austria        | DH         |
| 12 marzo 1976    | Aspen                  | Stati Uniti    | DH         |
| 17 dicembre 1976 | Val Gardena            | Italia         | DH         |
| 18 dicembre 1976 | Val Gardena            | Italia         | DH         |
| 8 gennaio 1977   | Garmisch-Partenkirchen | Germania Ovest | DH         |
| 15 gennaio 1977  | Kitzbühel              | Austria        | DH         |
| 22 gennaio 1977  | Wengen                 | Svizzera       | DH         |
| 18 febbraio 1977 | Laax                   | Svizzera       | DH         |
| 11 dicembre 1977 | Val-d'Isère            | Francia        | DH         |
| 11 marzo 1978    | Laax                   | Svizzera       | DH         |
| 6 dicembre 1981  | Val-d'Isère            | Francia        | DH         |
| 20 dicembre 1982 | Val Gardena            | Italia         | DH         |
| 21 gennaio 1984  | Kitzbühel              | Austria        | DH         |

Legenda:

DH = discesa libera

KB = combinata

### Campionati austriaci
- 6 medaglie[1]:
  - 1 oro (discesa libera nel 1977)
  - 1 argento (discesa libera nel 1972)
  - 4 bronzi (discesa libera nel 1974; discesa libera nel 1978; discesa libera nel 1981; discesa libera nel 1982)

## Statistiche

### Podi in Coppa del Mondo
| Stagione/Specialità | Discesa libera | Discesa libera | Discesa libera | Slalom gigante | Slalom gigante | Slalom gigante | Combinata | Combinata | Combinata | Podi totali |
| ------------------- | -------------- | -------------- | -------------- | -------------- | -------------- | -------------- | --------- | --------- | --------- | ----------- |
| Stagione/Specialità | 1º             | 2º             | 3º             | 1º             | 2º             | 3º             | 1º        | 2º        | 3º        | Podi totali |
| 1973                |                | 1              | 1              |                |                | 1              |           |           |           | 3           |
| 1974                | 1              | 3              | 1              |                |                |                |           |           |           | 5           |
| 1975                | 8              |                |                |                |                |                |           |           | 1         | 9           |
| 1976                | 5              | 1              |                |                |                |                | 1         |           |           | 7           |
| 1977                | 6              |                |                |                |                |                |           |           | 1         | 7           |
| 1978                | 2              | 1              | 1              |                |                |                |           |           |           | 4           |
| 1979                |                |                |                |                |                |                |           |           |           | 0           |
| 1980                |                |                |                |                |                |                |           |           |           | 0           |
| 1981                |                |                |                |                |                |                |           |           |           | 0           |
| 1982                | 1              | 1              |                |                |                |                |           |           |           | 2           |
| 1983                | 1              | 2              | 2              |                |                |                |           |           |           | 5           |
| 1984                | 1              | 1              | 1              |                |                |                |           |           |           | 3           |
| 1985                |                |                |                |                |                |                |           |           |           | 0           |
| Totale              | 25             | 10             | 6              | 0              | 0              | 1              | 1         | 0         | 2         | 45          |
| Totale              | 41             | 41             | 41             | 1              | 1              | 1              | 3         | 3         | 3         | 45          |

## Riconoscimenti

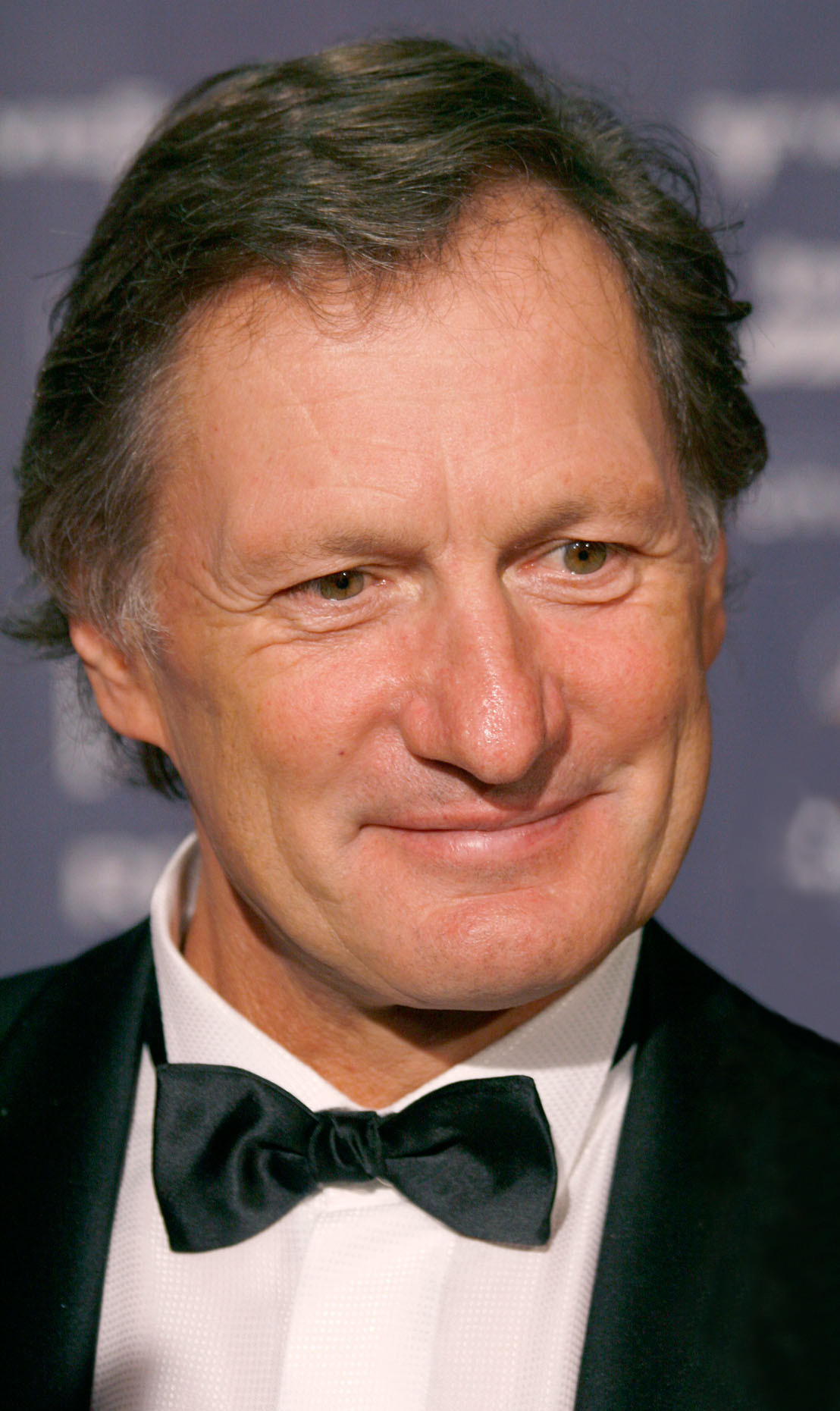
Franz Klammer al Gala-Nacht des Sports 2009

- Sportivo austriaco dell'anno nel 1975, nel 1976 e nel 1983[2]
- A lui è dedicata la pista di Bad Kleinkirchheim, lunga 3 200 m e con una pendenza massima dell'80%[senza fonte], che ha ospitato gare femminili di Coppa del Mondo.